# Cristina Teuscher
Cristina Teuscher (n. 12 martie 1978, New York City, New York, SUA) este o înotătoare americană, medaliată olimpică. A participat la 2 ediții ale Jocurilor Olimpice (1996, 2000) în care a câștigat două medalii de aur și două medalii de bronz.